# Phoroncidia rubens
Phoroncidia rubens là một loài nhện trong họ Theridiidae.
Loài này thuộc chi Phoroncidia. Phoroncidia rubens được Tord Tamerlan Teodor Thorell miêu tả năm 1899.